# Vízütés

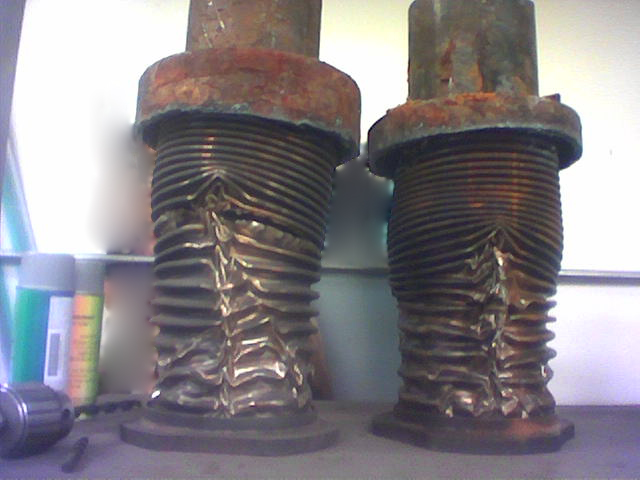
Vízütés által megrongálódott csőkompenzátorok

A vízütés vagy általánosabban folyadékütés, hidraulikus sokk, egy jellemzően csővezeték-rendszerekben fellépő, rendkívül veszélyes áramlási jelenség. Ha a csővezetékben áramló folyadék sebessége hirtelen megváltozik, vagy teljesen megszűnik, a folyadékok összenyomhatatlansága miatt egy nyomáshullám keletkezik. Ez a nyomáshullám általában jóval magasabb, mint az üzemi nyomás; így zajt, vibrációt, legsúlyosabb esetben pedig a cső, vagy a csatlakozó csőszerelvények (szelepek, tolózárak, csőkarimák) törését okozhatja. A vízütés a vezetékrendszer körültekintő működtetésével, illetve csillapítások (például légüst, vízakna) beépítésével elkerülhető, hatása csökkenthető.
A nyomáscsúcs az Allievi-Zsukovszkij-egyenlet alapján becsülhető. Pontosabb eredmények a karakterisztikák módszerével kaphatóak.

## A jelenség magyarázata
Amikor egy zárt csővezetékrendszerben áramló folyadék sebessége megváltozik; például amikor elzárnak egy tolózárat, vagy leáll egy szivattyú, az elzárás közvetlen környezetében lévő folyadékrészek elveszítik mozgási energiájukat. A csőben áramló közeg fennmaradó része azonban (amely igen tekintélyes tömegű lehet) a tehetetlenség miatt még mindig mozgásban van. A folyadékok összenyomhatatlansága miatt a lefékeződött folyadékrész nyomása meredeken megnő; ez a nyomásnövekedés egy nyomáshullám formájában elindul az áramlás irányával ellentétesen. A hullámfront hangsebességgel terjed, és oda-vissza leng a csővezetékrendszerben mindaddig, amíg a vezetékrendszer teljesen le nem csillapítja. A jelenséget hangos, kalapácsütésre emlékeztető csattanás kíséri. Ha a kialakult nyomás kellően magas, a csővezeték eltörhet, a hozzákapcsolt hidraulikus berendezések és tartószerkezetek pedig súlyosan megrongálódhatnak.

### Folyadékszál-szakadás
A vízütés jelenség során nyomáscsökkenés is bekövetkezhet (például a tolózár másik oldalán, ahonnan a folyadék ellentétes irányban távozik); ha a nyomás a gőznyomás alá csökken a folyadék elforr, akár a cső teljes keresztmetszetében gőzbuborékok keletkezhetnek. Amikor a nyomás ismét a gőznyomás fölé nő, a gőz kondenzálódik és folyadék fázisba tér vissza. A gőzbuborék által korábban elfoglalt helyen vákuum marad. A nyomáskülönbség mindkét oldalon felgyorsítja a folyadékot, ami beáramlik ebbe a térbe. A két folyadékoszlop (vagy, ha a cső zárt végű akkor a fal és a folyadékoszlop) ütközésének eredménye kavitáció; amely jelentős, és szinte azonnali nyomásnövekedést okoz. Egyetlen vízütés során számos kavitációs üreg képződés és összeomlás végbemehet.

### Vízalatti robbanás
Ha zárt térben robbanás történik, a gyorsan táguló gázok nyomáshullámot hoznak létre; amely a vízütéshez hasonlóan deformálhatja a tartály falát. Ilyen eset történt az SL-1 kísérleti atomreaktorban, ahol a vízalatti robbanás következtében felgyorsult víz 0,76 m emelkedés után, 49 m/s sebességgel érte el a reaktor tetejét. A 680 atm (69 000 kPa) nyomású folyadék 2,77 m magasra röpítette fel a 12 000 kg tömegű acéledényt.

## A nyomáscsúcs nagysága
Lorenzo Allievi olasz mérnök volt az első, aki sikeresen vizsgálta a vízütés problémáját.
A folyadékütés két különböző megközelítés szerint vizsgálható. A merev folyadékoszlop elmélet figyelmen kívül hagyja a folyadék kompresszibilitását és a csőfal rugalmasságát; míg a másik elmélet (teljes analízis) magában foglalja a csőfal rugalmasságát. Ha a szelep zárási ideje a csőben haladó nyomáshullám terjedési idejéhez képest hosszú (nagyobb, mint a főidő) akkor a merev folyadékoszlop elmélet használható. Főidőn belüli zárás esetén figyelembe kell venni a rugalmasságot is.

### Főidő
A főidő az alábbi egyenlet alapján számítható:
{\displaystyle \mathrm {T_{f}\ =\ {\frac {2\cdot L}{a}}} }
Ahol:
- Tf - főidő
- L - a csővezeték hossza
- a - a hullámterjedés sebessége (hangsebesség)

A főidő értéke a műszaki gyakorlatban néhány másodperc körül adódik. Habár ez kellően alacsonynak tűnhet, fontos tudni, hogy az elzáró csőszerelvények karakterisztikája nemlineáris, így könnyen előfordulhat, hogy a zárás a főidőnél rövidebb idő alatt megy végbe.

### Hullámterjedési sebesség
A hullámterjedés sebessége folyadékokban az alábbi egyenlet alapján számítható:
{\displaystyle \mathrm {a\ =\ {\sqrt {\frac {E_{red}}{\rho }}}} }
Ahol:
- a - a hullámterjedés sebessége (hangsebesség)
- ρ - a folyadék sűrűsége
- Ered - a redukált rugalmassági modulus:

{\displaystyle \mathrm {{\frac {1}{E_{red}}}={\frac {1}{E_{foly}}}+{\frac {D}{\delta \cdot E_{fal}}}} }
Ahol:
- Efoly - a folyadék rugalmassági modulusa
- Efal - a csőfal anyagának rugalmassági modulusa
- D - a cső átmérője
- δ - a csőfal vastagsága

### Hirtelen zárás, összenyomható folyadék
A folyadék nyomásprofilja az Allievi-Zsukovszkij-egyenlet alapján számítható. A formula a hullámfronthoz rögzített koordináta-rendszerben, a lassuló közegre felírt impulzus-tételből és az áramlástani kontinuitási egyenletből származtatható:
{\displaystyle \mathrm {{\frac {\delta p}{\delta t}}=\rho a{\frac {\delta v}{\delta t}}} }
Így azonnali zárás esetén a vízütés okozta maximális nyomásnövekedés:
{\displaystyle \mathrm {\Delta p=\rho a\Delta v} }
Ahol:
- Δp - a nyomásnövekmény
- ρ - a folyadék sűrűsége
- a - a hullám terjedési sebessége (hangsebesség)
- Δv - a folyadék sebességének megváltozása

### Lassú zárás, összenyomhatatlan folyadék
Főidőn kívüli (annál hosszabb) zárás esetén alkalmazható a merev folyadékoszlop elmélet:
{\displaystyle \mathrm {F=m\cdot a=p\cdot A=\rho LA{dv \over dt}} }
Innen konstans lassulást feltételezve kifejezhető a nyomás:
{\displaystyle \mathrm {p=\rho vL/t} }
Ahol:
- F = erő [N],
- m = a folyadékoszlop tömege [kg],
- a = gyorsulás (lassulás) [m/s2],
- P = nyomás [Pa],
- A = csőkeresztmetszet [m2],
- ρ = a folyadékoszlop sűrűsége [kg/m3]
- L = csőhossz [m],
- v = a folyadék sebessége [m/s],
- t = zárási idő [s].

A gyakorlati alkalmazásokhoz ötszörös biztonsági tényező javasolt.

## Védekezés

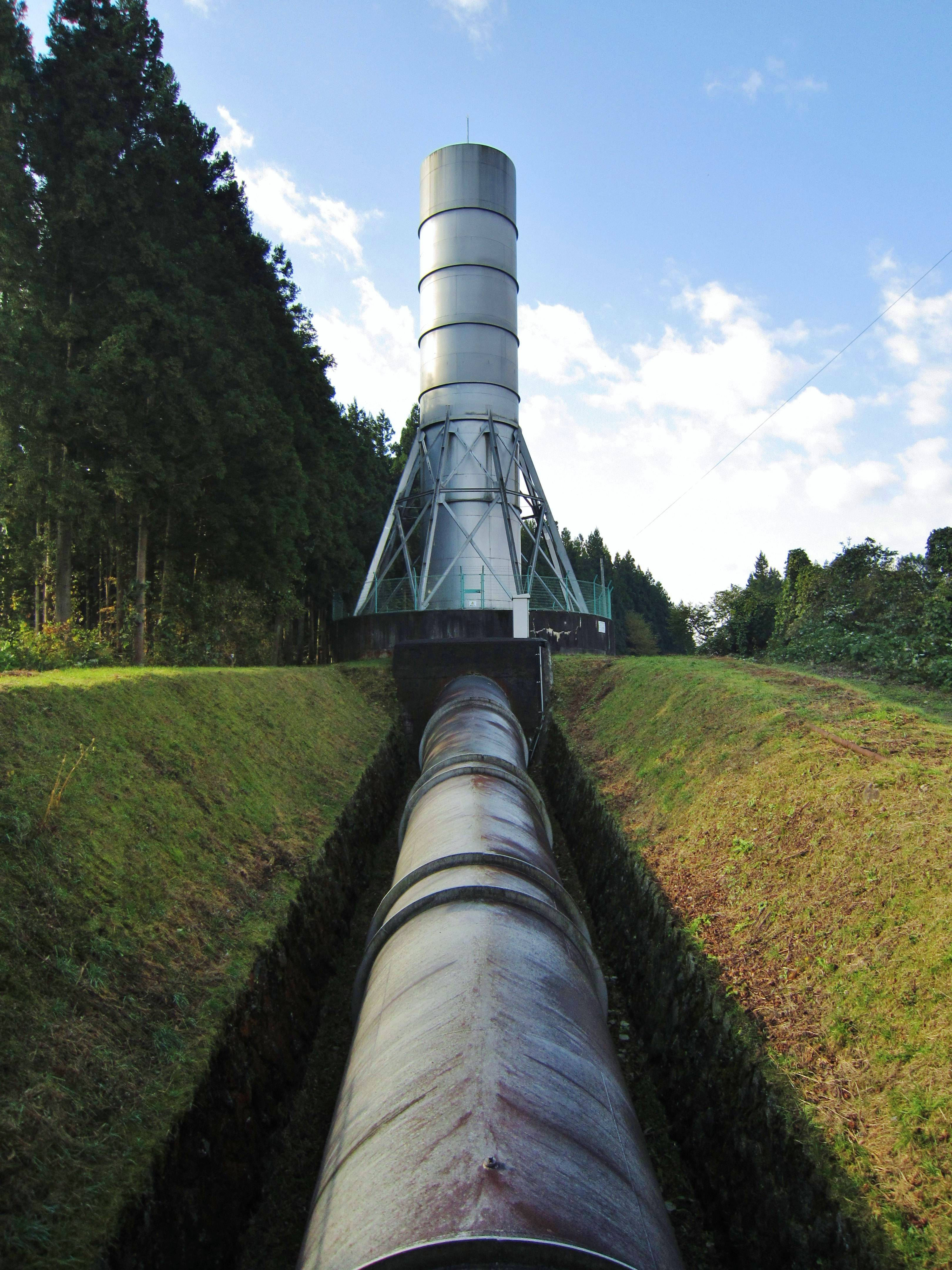
A vízakna működési elvével megfelelően működő kiegyenlítő tartály

A vízütés ellen elsődlegesen a körültekintő működtetéssel lehet védekezni, azaz az elzárószerelvények zárását a főidőnél lassabban kell elvégezni. Ez a gyakorlatban azonban nem mindig megoldható, mivel általában gyors beavatkozásra van szükség. Másrészről előfordulhat, hogy a vízütés valamely külső körülmény hatására következik be; például áramkimaradás miatt leállnak a szivattyúk. Ilyen esetekben megoldás lehet a szivattyúkra szerelt lendkerék, illetve a csővezeték nyomáscsúcsra való méretezése, ez utóbbi azonban meglehetősen drága.
Másodsorban csillapítások beépítésével lehet védekezni, melyek lecsillapítják a kialakuló folyadék-lengéseket. A vízerőművek esetében például a felduzzasztott vizet egy csővezeték-, vagy nyíltfelszínű csatornarendszer vezeti a vízturbinához, amely szükség esetén elzárható. Egy ilyen rendszer akár több kilométer hosszúságú is lehet, ennek megfelelően az áramló víz kinetikus (mozgási) energiája is hatalmas. A vízütés elkerülésének érdekében függőleges vízaknákat építenek a rendszerbe, amelyekben a cső elzárásakor felgyűlik a víz. Másképpen fogalmazva a vízakna folyadékszintje megemelkedik, ezáltal a mozgási energiát helyzeti energiává alakítja át. A víz mozgása ennek következtében lecsillapodik a csatornában.
Hasonló jó megoldás a légüst alkalmazása, amely lényegében egy zárt tartály. A nyomás növekedésekor a tartályban megnő a folyadékszint és a benne lévő levegő összenyomódik. A tartály ezzel lecsillapítja a nyomáslökést, majd a belső megnövekedett légnyomás visszanyomja a folyadékot a csőbe, és visszaáll az eredeti állapot. További megoldások még:
- Megkerülő vezeték (bypass) beépítése
- Rövidebb egyenes csövek beépítése, helyette csőlírák, és tágulási hurkok
- Víztornyok beépítése (városi vízvezeték hálózatok esetében)

## Fordítás
Ez a szócikk részben vagy egészben  a   Water hammer című angol Wikipédia-szócikk fordításán alapul.  Az eredeti cikk szerkesztőit annak laptörténete sorolja fel. Ez a jelzés csupán a megfogalmazás eredetét és a szerzői jogokat jelzi, nem szolgál a cikkben szereplő információk forrásmegjelöléseként.

## Külső hivatkozások
- GEFA Water Hammer effect - A vízütés bemutatása, és a csúcsnyomás kiszámítása (videó)